# Olszowiec (Podkarpatské vojvodství)
Olszowiec – část vesnice Pysznica v Polsku, která se nachází v Pоdkarpatském vojvodství, okres Stalowowolski, gmina Pysznica.
V letech 1975–1998 část vesnice administrativně náležela k Tarnobrzeskému vojvodství.